# Nunatak Malyj
Der Nunatak Malyj (englische Transkription von russisch Нунатак Малый Nunatak Maly, deutsch ‚Kleiner Nunatak‘) ist ein etwas isolierter Nunatak im ostantarktischen Coatsland. In der Shackleton Range ragt er westlich des Karpenko-Massivs auf.
Russische Wissenschaftler benannten ihn deskriptiv.